# Román Montero de Espinosa
Román Montero de Espinosa, född 1620 i Madrid, död 1664, var en spansk dramatiker och skald.
Montero de Espinosa deltog i fälttåg i Italien och Flandern. Han var i svenska drottningen Kristinas följe på resan till Rom och gav 
därom en beskrivning i Epílogo del viaje de la reina Christina Alexandra de Suecia desde Bruselas á Roma (1645), som Baena antar vara samma arbete som det Montero de Espinosa tillskrivna La amazona del Norte, reina de Suecia (1654). Montero de Espinosa utgav dessutom Diálogos militares y políticos sobre las campañas y ejércitos de Flandes (samma år). Hans dramatiska arbeten har delvis förblivit i manuskript (Nationalbiblioteket i Madrid), andra finns tryckta i Colección de comedias escogidas de las mejores de España (1681).